# Polypodium crassum
Polypodium crassum là một loài dương xỉ trong họ Polypodiaceae. Loài này được Kirk mô tả khoa học đầu tiên năm 1885.
Danh pháp khoa học của loài này chưa được làm sáng tỏ. 